# Theodor Christensen
Theodor Ludwig Christensen, född 7 maj 1905 i Kiel, död 24 oktober 1988 i Kassel, var en tysk SS-Sturmbannführer. Han var år 1943 chef för Sonderkommando 4a inom Einsatzgruppe C, den mobila insatsstyrka som mördade judar, partisaner och bolsjevikiska partikommissarier i norra och mellersta Ukraina under andra världskriget.

### Webbkällor
- ”Theodor Christensen” (på italienska). Olokaustos.org. Associazione Olokaustos. Arkiverad från originalet den 18 juni 2013. https://www.webcitation.org/6HTYLykdf?url=http://www.olokaustos.org/bionazi/leaders/christensen.htm. Läst 18 juni 2013.